# Thyranthrene adumbrata
Thyranthrene adumbrata là một loài bướm đêm thuộc họ Sesiidae. Nó được biết đến ở Nam Phi.